# Гал (біологія)

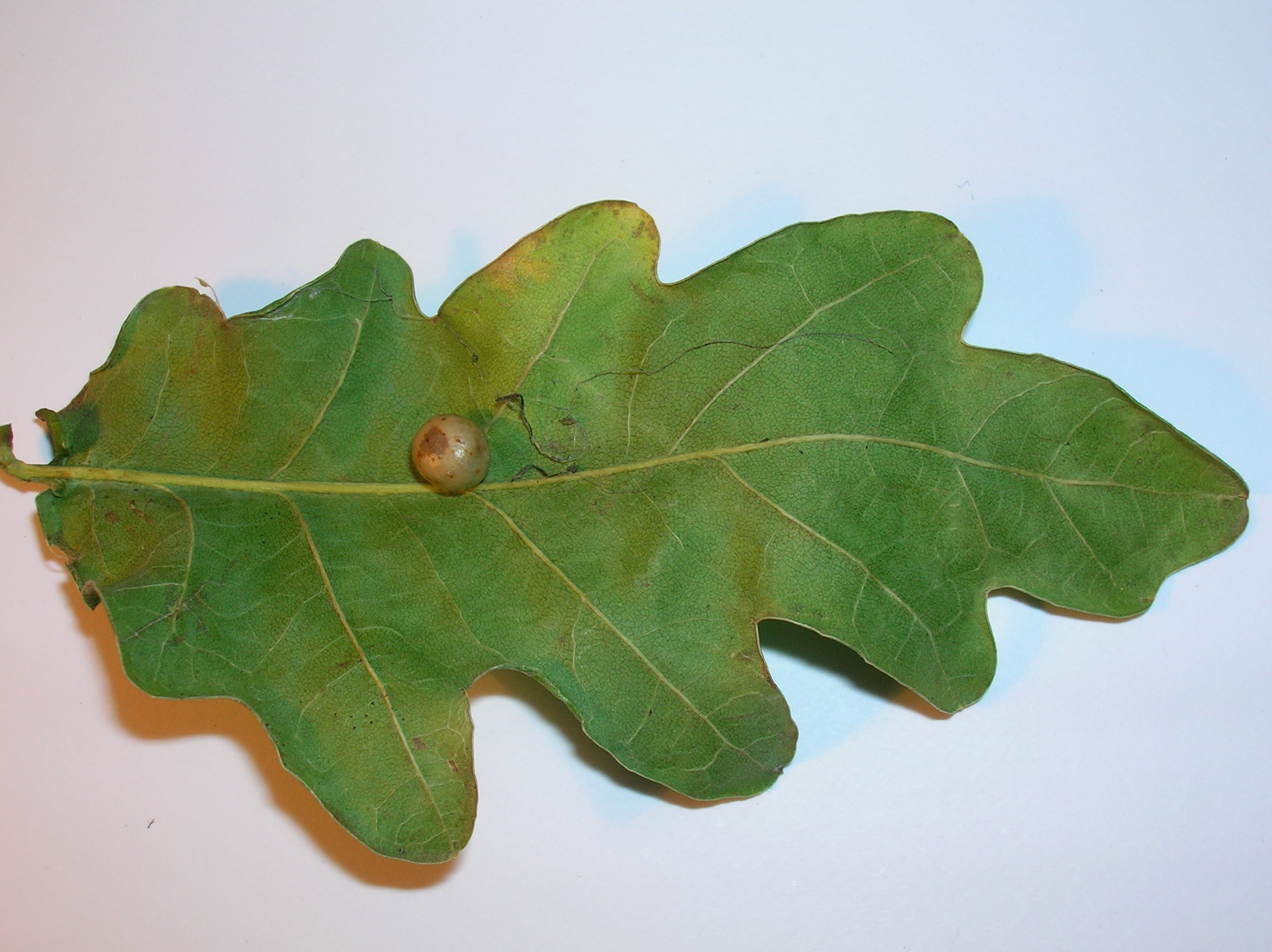
Гал на дубовому листку

Гал (від лат. galla — чорнильний горішок), гали (синонімічні назви: дубове яблучко) або цецидії — паразитичні новоутворення на органах рослин (листках дуба, берези, липи, клена, вільхи, граба та ін.), що виникають: внаслідок механічного подразнення рослинних клітин; після наколювання комахами, які відкладають у гали яйця; внаслідок виділення токсинів різними видами збудників.

## Назва
В українській мові називають "яблучко", "дубове яблучко".

## Збудники
Основними збудниками гал є комахи (горіхотворки, галиці, пильщики, листоблішки), жуки-довгоносики, круглі черви-нематоди (зокрема галові), кліщі. Нарости типу гал можуть спричинювати деякі віруси, бактерії, гриби.
- Виноградна галиця (Janetiella oenophila Haihm.) — пошкоджує виноград.
- Daktulosphaira vitifoliae — коренева попелиця із ряду рівнокрилих, що вражає листя і кореневу систему винограду. (див. статтю: Виноградна філоксера)
- Бактерія Erwinia amylovora — уражує близько 170 видів рослин. (див. статтю: Бактеріальний опік плодових)
- Пшенична нематода (Anguina tntici) — шкідник пшениці; при ураженні в колосі рослини замість нормальних зерен розвиваються гали.
- Галові кліщі з роду Eriophyes — утворюють гали на листках берези, липи, клена, вільхи та інших порід.
- Грабова галиця Oligotrophus carpini — на листках граба.
- Попелиця Chaphalodes strobilinus — на шпильках смереки.
- Звичайна дубова горіхотвірка Diplolepis quercus-folii — на листках дуба[7];
- Галові нематоди Meloidogyne sp., та інші уражують корені сіянців у розсадниках.
- Torymidae — родина ос

Відомо близько 15 тис. видів галотвірних організмів, серед яких на особливу увагу заслуговують горіхотворки (Cynipoidea) — надродина комах ряду перетинчастокрилі (Hymenoptera).
Масове спричинювання утворення гал (при масовому розмноженні горіхотворки та інших комах) може призводити до передчасного опадання листя, істотного зменшення загальної площі фотосинтезуючого апарату, а загалом і до істотного зменшення приросту рослин. Збудники багатьох гал ослаблюють рослини і можуть спричинити їхню загибель, чим шкодять лісовому і сільському господарству.

## Використання гал
Гали є джерелом дубильних речовин. В давнину з гал виготовляли чорнило.

## Галерея

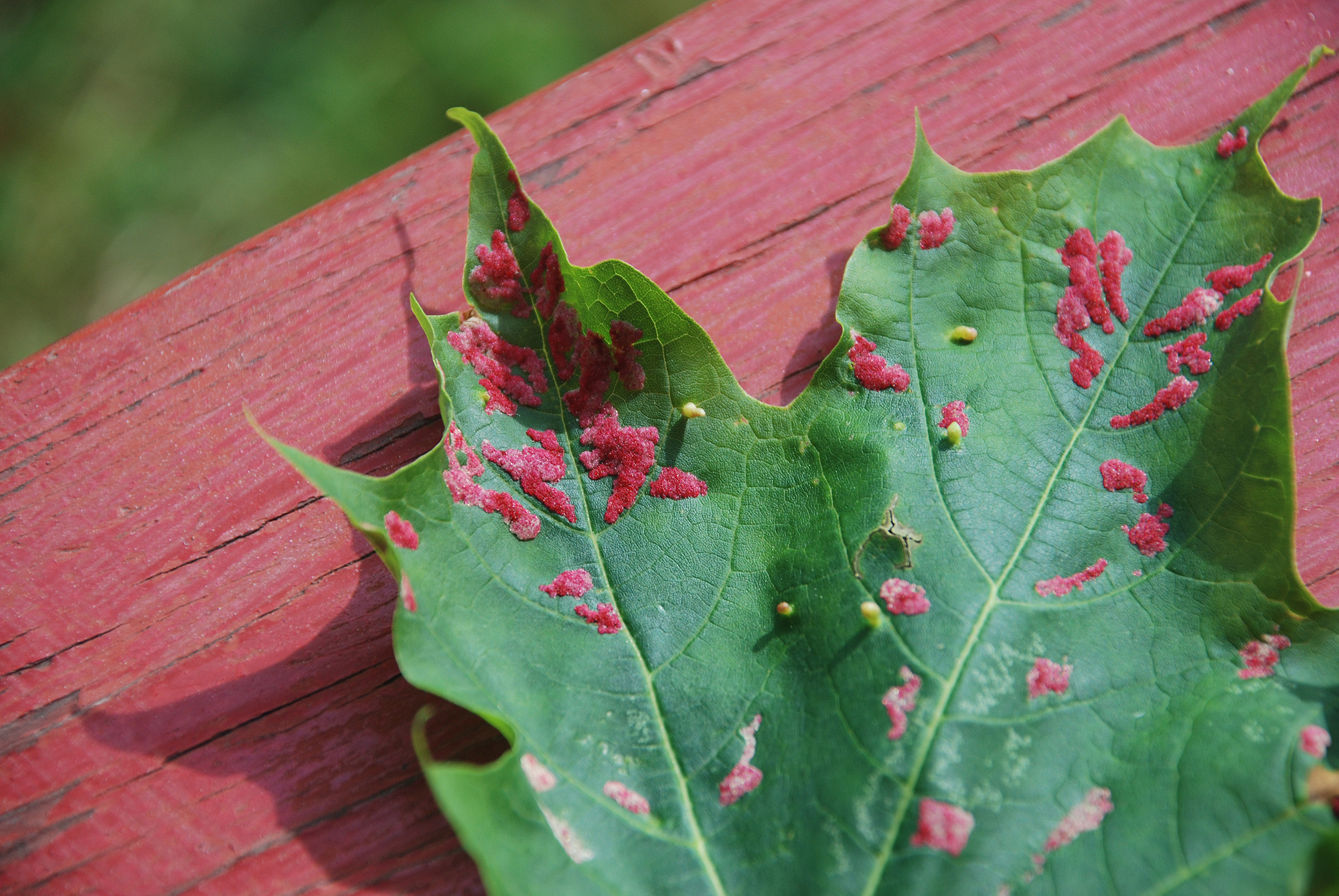
Гал на кленовому листку
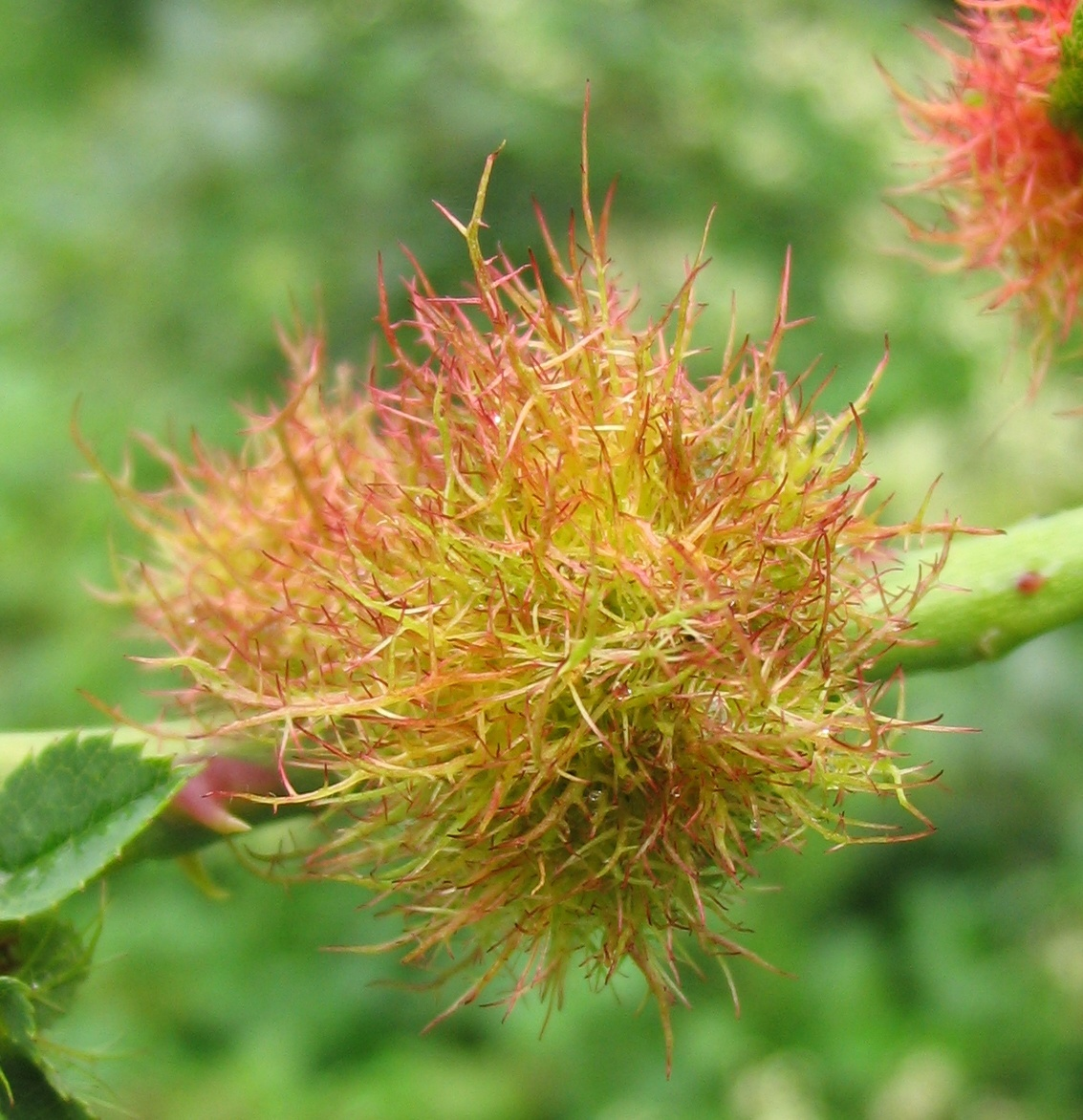
Гал на шипшині
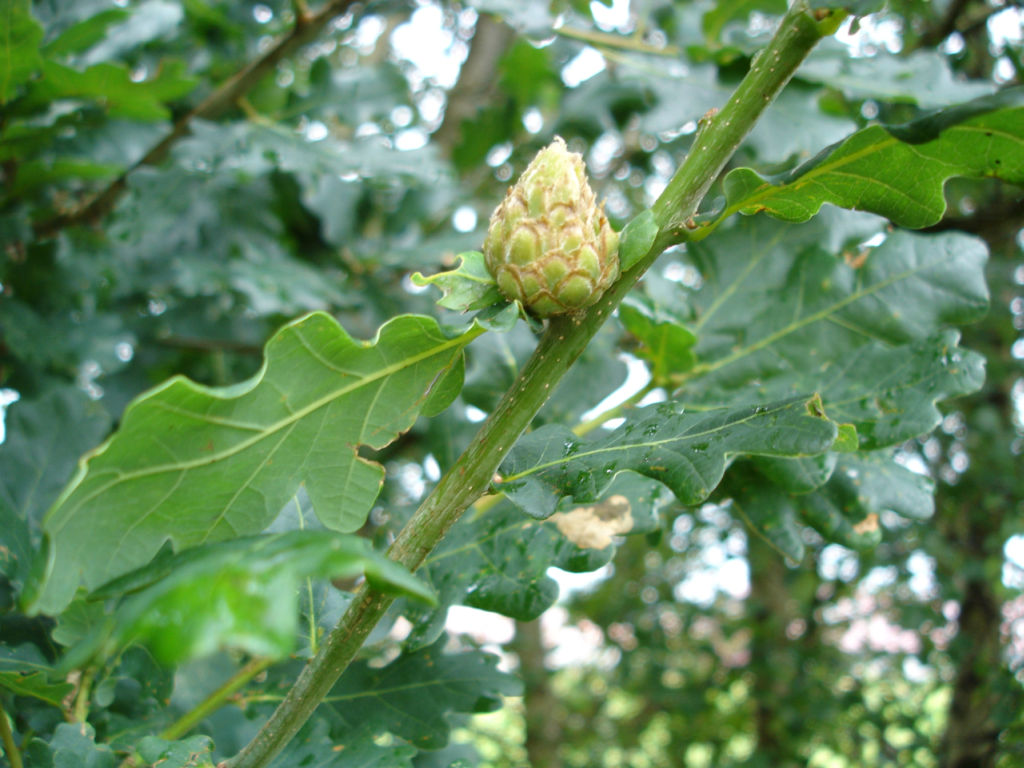
Гал на дубі черешчатому
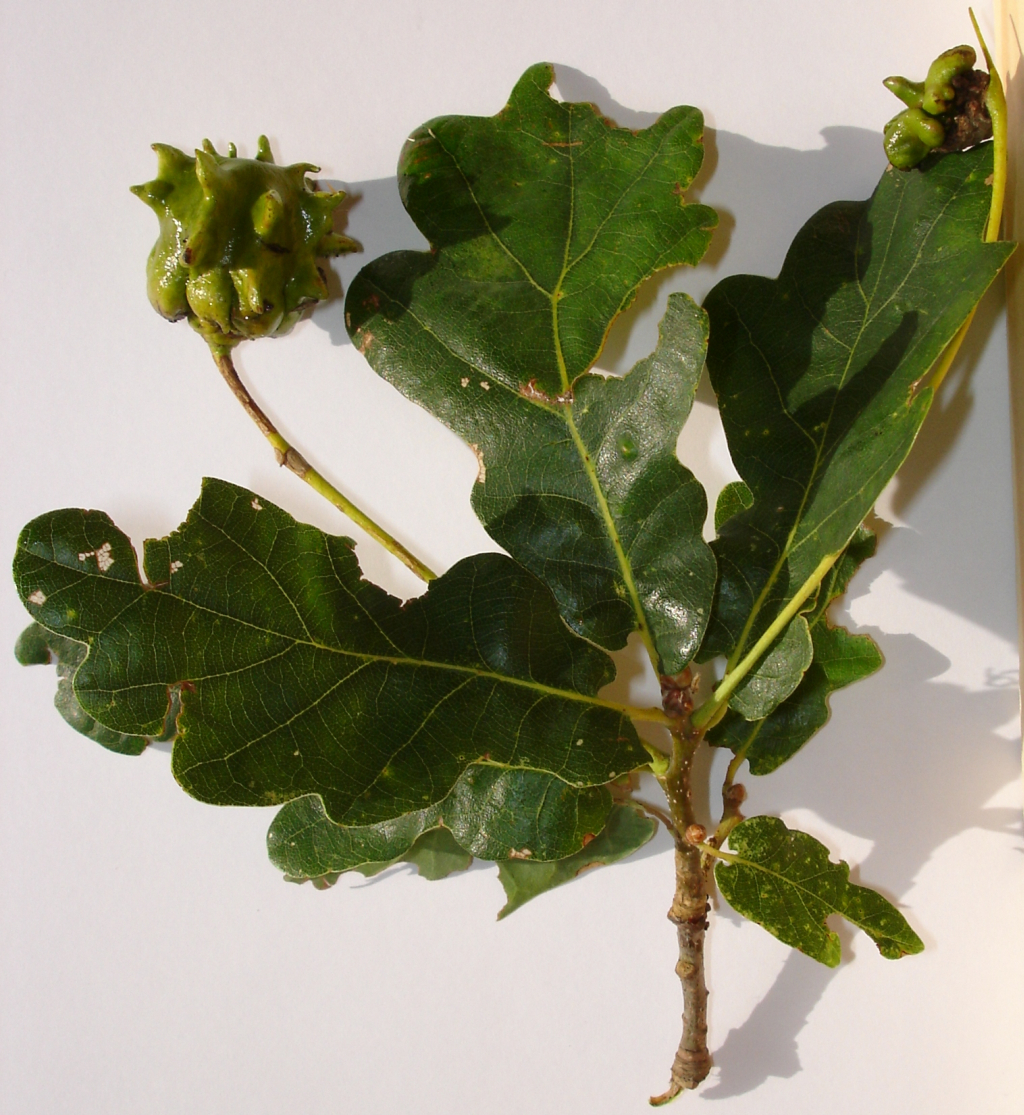
Розвиток гала на інфікованому жолуді дуба черешчатого
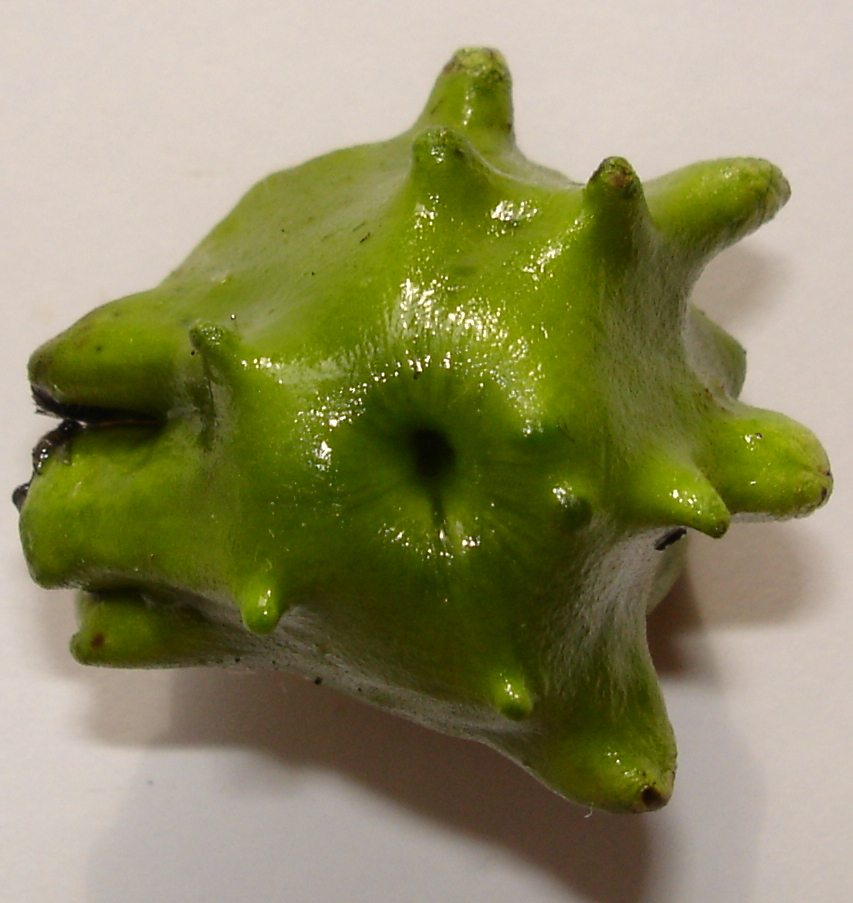
Жолудевий гал (Andricus quercuscalicis) зблизька
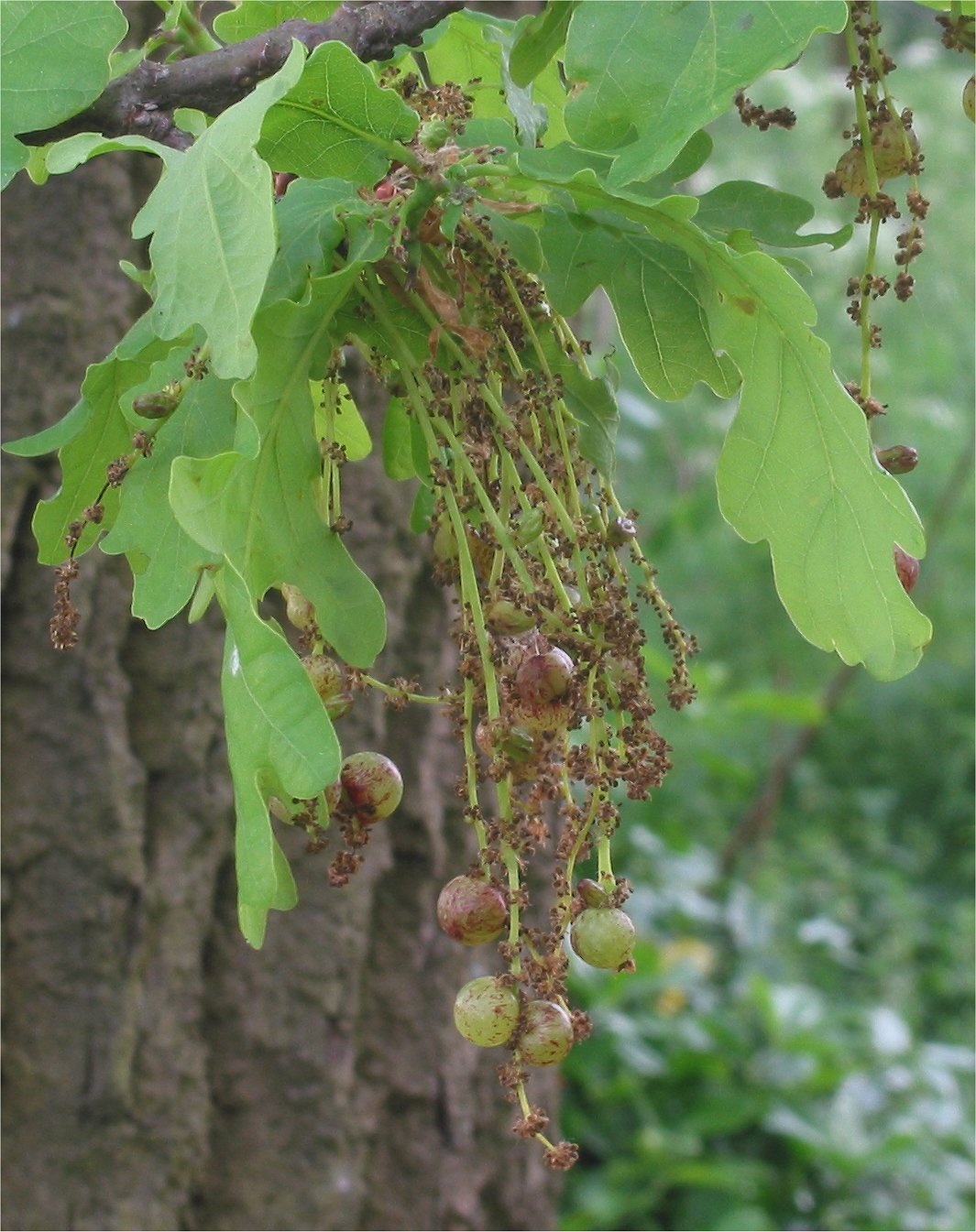
Neuroterus albipes forma laeviusculus
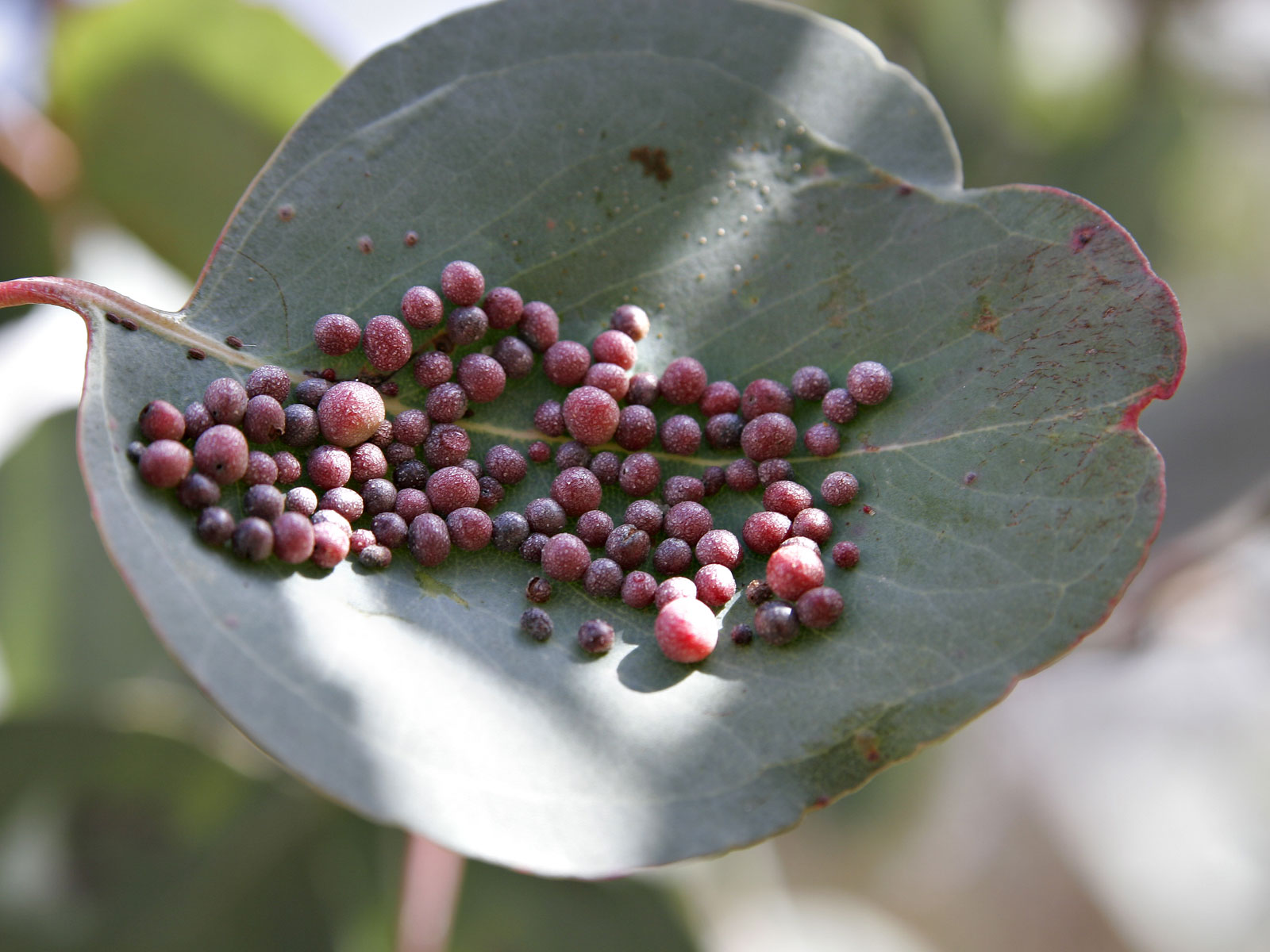
Гали листків евкаліпта
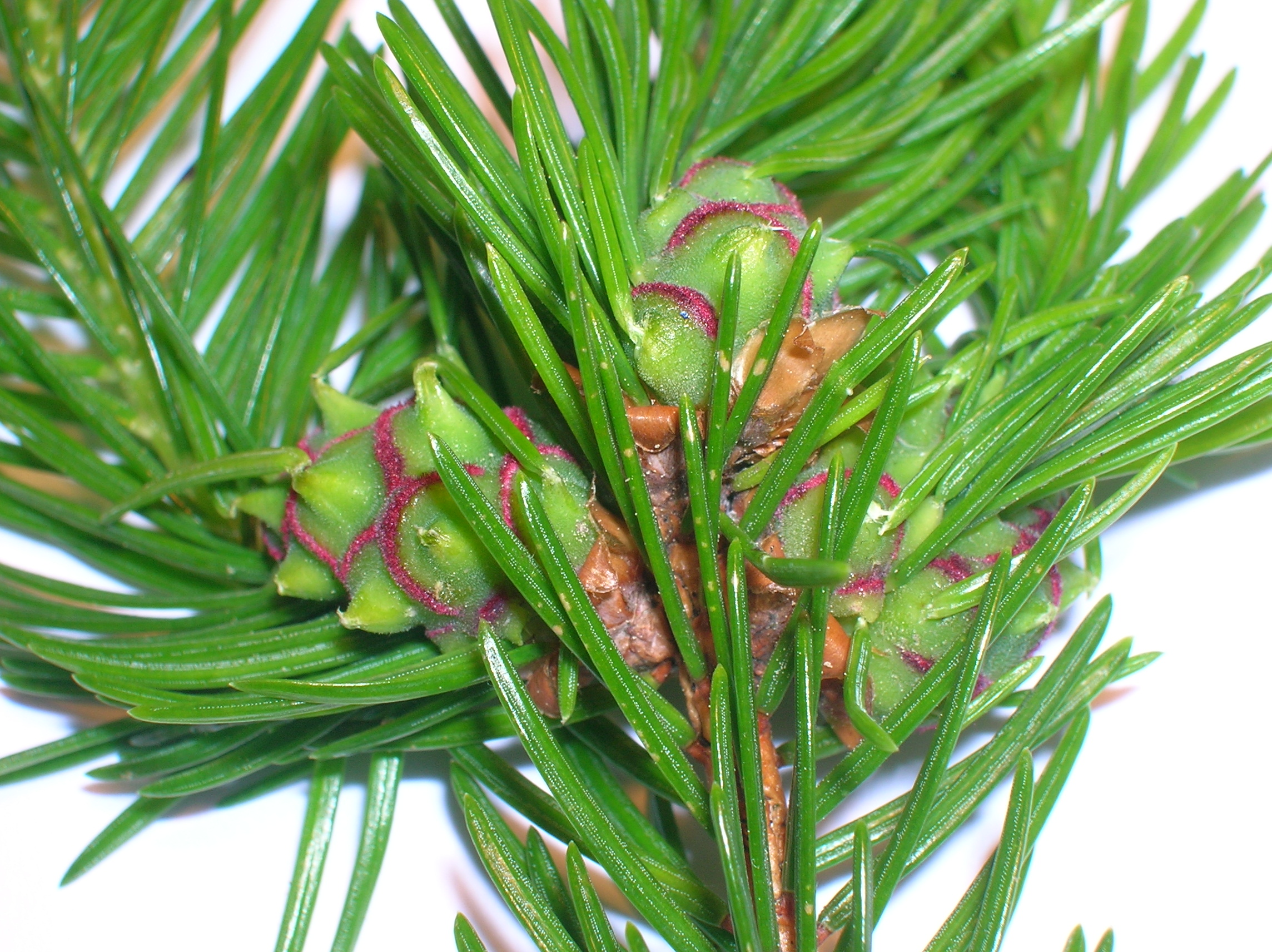
Гал на ялині європейській
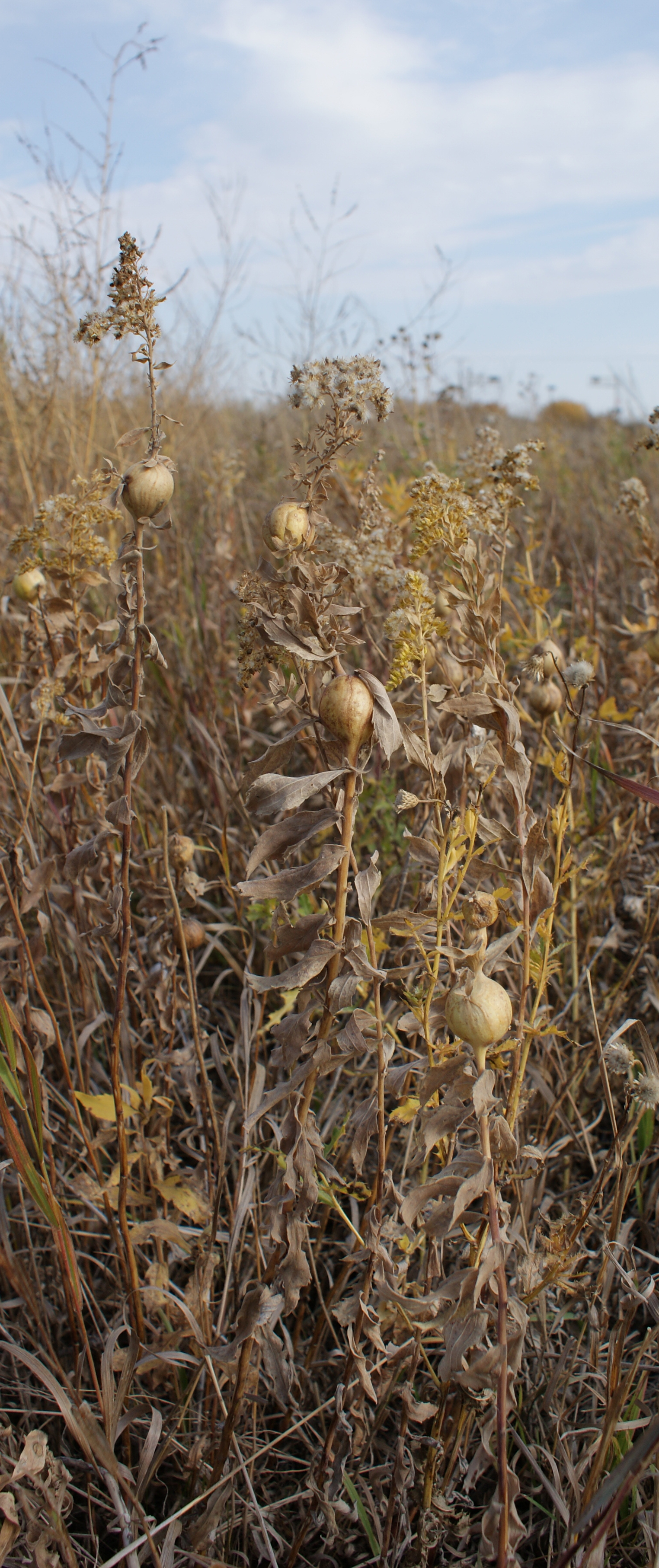
Гали золотушника
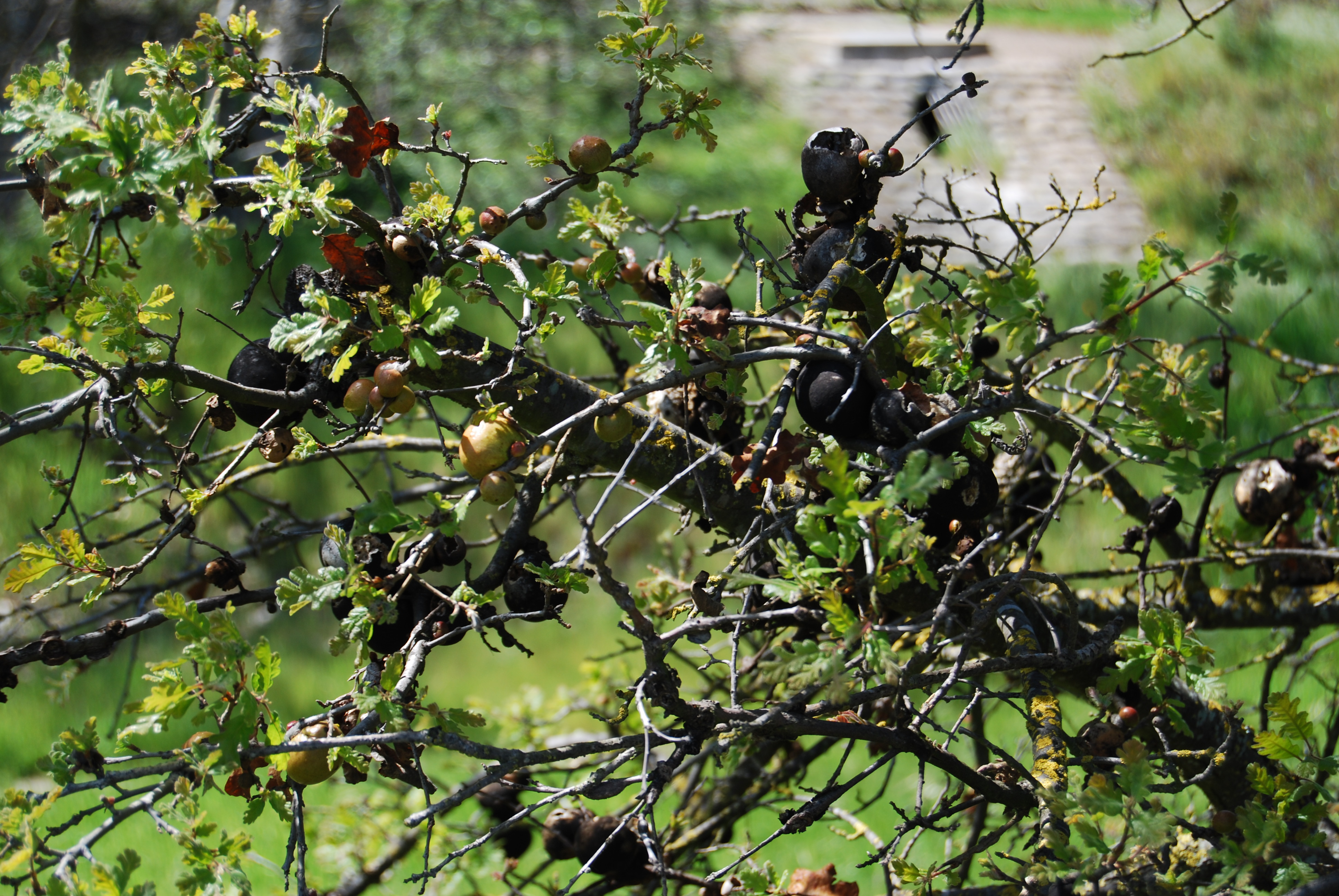
Дуб з дубовими яблучками
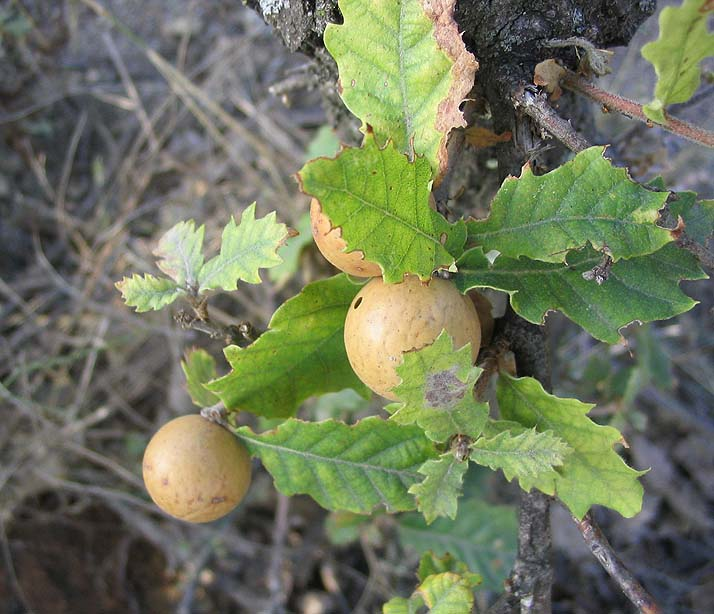
Дубові яблучка на дубі
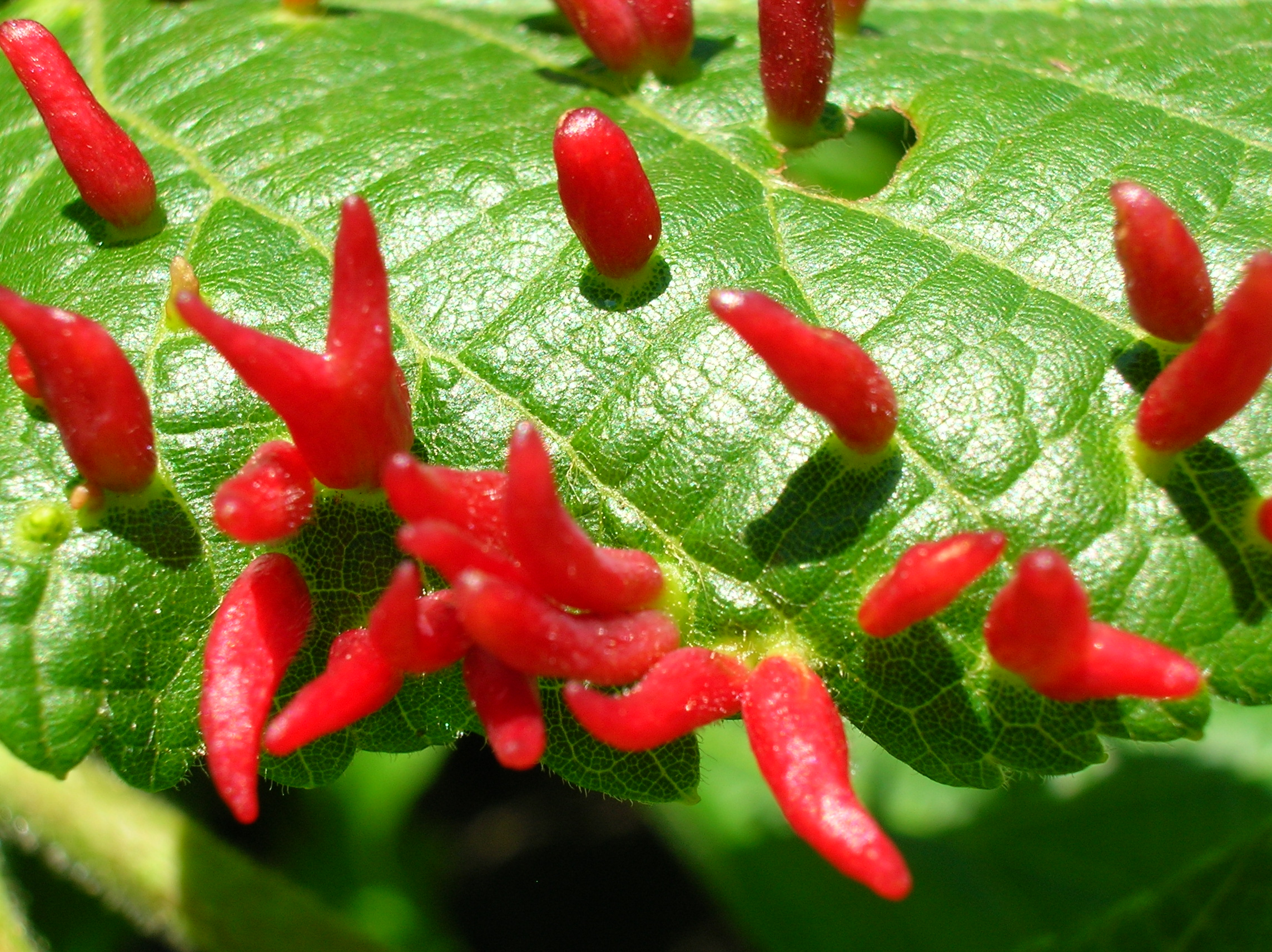
Eriophyes tiliae tiliae
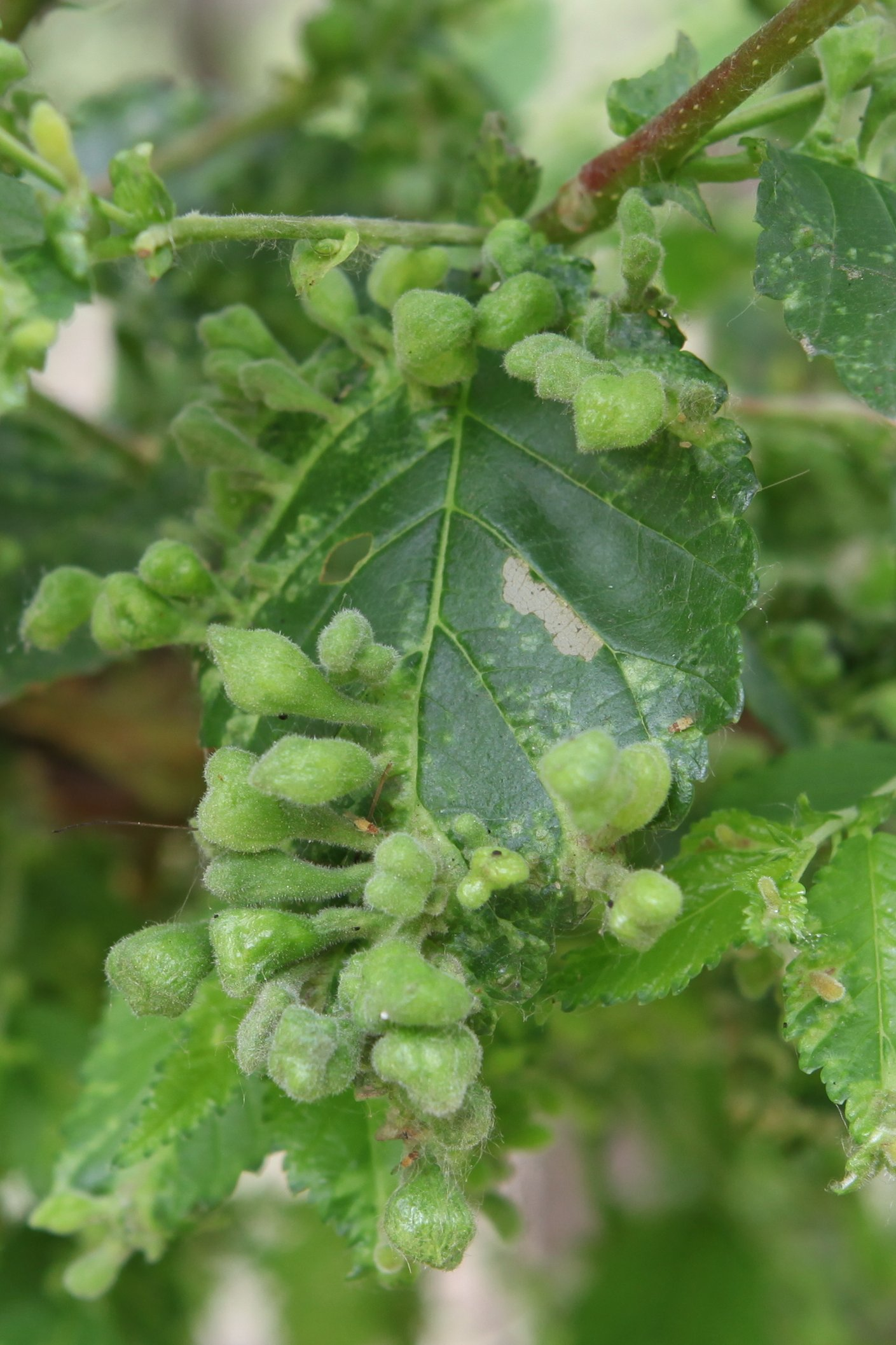
Гал на листі персикового дерева, знайдене в Пекіні